# Papuodendron
Papuodendron es un género con dos especies de plantas fanerógamas de la familia  Malvaceae.

## Especies seleccionadas
- Papuodendron hooglandianum (Kosterm.) van Borss.Waalk.
- Papuodendron lepidotum C.T.White

- Datos: Q9055252
- Especies: Papuodendron